# Светски куп у биатлону 2013/14 — 4. коло
Четврто коло Светског купа у биатлону 2013/14 одржано је од 3. до 5. јануара 2014. године у Оберхофу, (Немачка).

## Сатница такмичења
| Датум     | Време (UTC+3) | Дисциплина                    |
| --------- | ------------- | ----------------------------- |
| 3. јануар | 15:15         | Спринт 10 км, мушкарци        |
| 3. јануар | 18:00         | Спринт 7,5 км, жене           |
| 4. јануар | 12:30         | Потера 12,50 км, мушкарци     |
| 4. јануар | 17:00         | Потера 10 км, жене            |
| 5. јануар | 12:45         | Масовни старт 15 км, мушкарци |
| 5. јануар | 15:45         | Масовни старт 12,5 км, жене   |

## Резултати такмичења

### Мушкарци
| Дисциплина:                | Злато:                         | Време             | Сребро:                         | Време             | Бронза:                   | Време             |
| Спринт 10 км детаљи        | Емил Хелге Свендсен · Норвешка | 26:44,3 (2+0)     | Оле Ејнар Бјерндален · Норвешка | 26:44,7 (1+1)     | Мартен Фуркад · Француска | 27:06,0 (0+3)     |
| Потера 12,5 км детаљи      | Емил Хелге Свендсен · Норвешка | 34:47,7 (1+0+0+0) | Оле Ејнар Бјерндален · Норвешка | 35:23,3 (0+0+0+2) | Мартен Фуркад · Француска | 35:47,7 (0+0+1+1) |
| Масовни старт 15 км детаљи | Мартен Фуркад · Француска      | 37:39,4 (1+0+0+0) | Алексеј Волков · Русија         | 37:44,6 (0+0+0+0) | Тарјеј Бе · Норвешка      | 37:58,4 (0+1+1+0) |

### Жене
| Дисциплина:                  | Злато:                        | Време             | Сребро:                    | Време             | Бронза:                       | Време             |
| Спринт 7,5 км детаљи         | Дарија Домрачева · Белорусија | 23:06,7 (0+1)     | Кајса Мекерејнен · Финска  | 23:36,5 (0+2)     | Олена Пидрушина · Украјина    | 23:43,1 (0+0)     |
| Потера 10 км детаљи          | Дарија Домрачева · Белорусија | 33:35,8 (0+2+1+0) | Кајса Мекерејнен · Финска  | 34:10,4 (1+0+2+0) | Синеве Солемдал · Норвешка    | 34:47,5 (0+1+1+0) |
| Масовни старт 12,5 км детаљи | Тора Бергер · Норвешка        | 37:59,0 (1+0+0+0) | Синеве Солемдал · Норвешка | 38:16,5 (0+0+0+0) | Дарија Домрачева · Белорусија | 38:16,8 (0+0+1+1) |

## Биланс медаља
| Земља      |   |   |   |    |
| ---------- | - | - | - | -- |
| Норвешка   | 3 | 3 | 2 | 8  |
| Белорусија | 2 | 0 | 1 | 3  |
| Француска  | 1 | 0 | 2 | 2  |
| Финска     | 0 | 2 | 0 | 2  |
| Русија     | 0 | 1 | 0 | 1  |
| Украјина   | 0 | 0 | 1 | 1  |
| Укупно (6) | 6 | 6 | 6 | 18 |

## Успеси
Навећи успеси свих времена
| - Артем Прима, Украјина, 5. место у спринту - Каури Коив, Естонија, 6. место у спринту - Kalev Ermits, Естонија, 68. место у спринту - Ленарт Облак, Словенија, 69. место у спринту - Виктор Лобо Есколар, Шпанија, 82. место у спринту - Fangming Chen, Кина, 83. место у спринту - Yonggyu Kim, Јужнаа Кореја, 84. место у спринту - Simon Desthieux, Француска, 17. место у потери и 13. место и масовном старету - Aliaksandr Darozhka, Белорусија, 39. место у потери - Давид Комац, Аустрија, 56. место у потери - Алексеј Волков, Русија, 2. место и масовном старету | - Анаис Шеваље, Француска, 14. место у спринту - Наталија Кочергина, Литванија, 30. место у спринту - Ања Ержен, Словенија, 44. место у спринту - Сана Марканен, Финска, 45. место у спринту - Анастасија Калина, Белорусија, 71. место у спринту - Ji-Ae Park, Јужна Кореја, 88. место у спринту |

| Прва трка у светском купу - Macx Davies, Канада, 42. место у спринту - Aliaksandr Darozhka, Белорусија, 46. место у спринту - Serafin Wiestener, Швајцарска, 47. место у спринту - Симон Халстрем\|, Шведска, 51. место у спринту - Давид Комац, Аустрија, 59. место у спринту - Думитар Парталов, Бугарска, 73. место у спринту - Dimitar Gerdzhikov, Бугарска, 81. место у спринту - Антон Сипанов, Бугарска, 86. место у спринту - Пепе Фемлинг, Шведска, 92. место у спринту | - Rayna Koyuva, Бугарска, 78. место у спринту - Jessica Jislova, Чешка, 81. место у спринту - Julia Ransom, Канада, 82. место у спринту - Ема Лоџ, Канада, 83. место у спринту - Ladina Meier-Ruge, Швајцарска, 87. место у спринту |